# NGC 3823/2
NGC 3823/2 је спирална галаксија у сазвежђу Пехар која се налази на NGC листи објеката дубоког неба.
Деклинација објекта је - 13° 51' 42" а ректасцензија 11h 42m 18,9s. Привидна величина (магнитуда) објекта NGC 3823 износи 14,7 а фотографска магнитуда 15,5. NGC 38232 је још познат и под ознакама NPM1G -13.0345, PGC 3093645.